# Bowlesia paposana
Bowlesia paposana är en flockblommig växtart som beskrevs av Ivan Murray Johnston. Bowlesia paposana ingår i släktet drusor, och familjen flockblommiga växter. Inga underarter finns listade i Catalogue of Life.